# Johannes Harviken
Johannes „Johs” Harviken (ur. 6 kwietnia 1943 w Elverum) – norweski biegacz narciarski, dwukrotny medalista olimpijski.

## Kariera
Zimowe igrzyska olimpijskie w Sapporo w 1972 r. były pierwszymi i zarazem ostatnimi igrzyskami w jego karierze. Zdobył tam brązowy medal w biegu na 30 km techniką klasyczną. W biegu tym wyprzedzili go jedynie zwycięzca Wiaczesław Wiedienin ze Związku Radzieckiego oraz drugi na mecie Pål Tyldum z Norwegii. Ponadto wspólnie z Oddvarem Brå, Pålem Tyldumem i Ivarem Formo wywalczył srebrny medal w sztafecie 4 × 10 km. Na tych samych igrzyskach zajął także 15. miejsce w biegu na 15 km. Na późniejszych igrzyskach już nie startował.
Nie startował na mistrzostwach świata. Harviken został mistrzem Norwegii w biegu na 15 km w 1970 roku. Ponadto był wicemistrzem Norwegii w biegu na 15 km w 1968 i 1970 r. oraz w sztafecie w 1969 r. W 1967 r. zdobył brązowy medal w sztafecie, a w 1974 roku brązowy medal wywalczył w biegu na 15 km.

## Osiągnięcia

### Igrzyska olimpijskie
| Miejsce | Dzień     | Rok  | Miejscowość | Konkurencja             | Czas biegu   | Strata       | Zwycięzca            |
| ------- | --------- | ---- | ----------- | ----------------------- | ------------ | ------------ | -------------------- |
| 3.      | 4 lutego  | 1972 | Sapporo     | 30 km stylem klasycznym | 1:36:31.15 h | +1:01.29 min | Wiaczesław Wiedienin |
| 15.     | 7 lutego  | 1972 | Sapporo     | 15 km stylem klasycznym | 45:28.24 min | +1:18.12 min | Sven-Åke Lundbäck    |
| 2.      | 13 lutego | 1972 | Sapporo     | Sztafeta 4 × 10 km      | 2:04:47.94 h | +9.12 s      | ZSRR                 |